# Weinbergerhaus
Das Weinbergerhaus ist eine privat betriebene Schutzhütte auf 1272 m ü. A. Höhe im Kaisergebirge, am Gipfel des Stadtbergs oberhalb von Kufstein, im Tiroler Unterinntal.

## Lage
Das Weinbergerhaus befindet sich am Brentenjoch im Naturschutzgebiet Kaisergebirge. Die Schutzhütte hatte auf Grund der Lage ehemals den Namen Brentenjoch-Hütte. Richtung Westen blickt man hinunter ins Inntal auf Kufstein und Kiefersfelden und im Norden ist bei klarer Luft Rosenheim zu erahnen. Östlich des Weinbergerhauses befindet sich der Gamskogel (1449 m) und eine hügelige Alm mit Milchkühen im Sommer. Im Süden beeindrucken die schroffen Felsen des Wilden Kaisers mit ihren Lichtspielen (vor allem beim Sonnenauf- und -untergang).

## Zustiege
- mit dem Kaiserlift zur Bergstation am Brentenjoch (nur 1. Mai bis 31. Oktober) und einer zehnminütigen Wanderung
- von Kufstein-Sparchen (501 m) über die Duxeralm und Adlerweg in 1½ Stunden
- vom Josef-Madersperger-Denkmal (Kienbach) über den Elfenhain (Steig) zur Duxeralm und weiter über den Schneerosenweg (Steig) und den Panoramaweg in 2½ Stunden
- vom Zentrum Kufsteins und Mitterndorf über das Berghaus Aschenbrenner und den Panoramaweg in 2½ Stunden

## Übergänge
- über den Adlerweg bis zur Kaindlhütte (leicht, 1 Stunde)
- über Gamskogel (1449 m) bis zur Kaindlhütte (Steig, 1½ Stunden)
- über den Bettlersteig zum Anton-Karg-Haus (Hinterbärenbad) im Kaisertal (2½ Stunden)

Ab der Kaindlhütte bzw. dem Anton-Karg-Haus können die Touren zu lohnenden Rund- oder Mehrtagestouren (aller Schwierigkeitsgrade) verlängert werden.

## Sommersport
- Das Weinbergerhaus ist mit dem Mountainbike von Kufstein-Mitterndorf aus auf zwei Wegen über Berghaus Aschenbrenner bzw. Duxeralm erreichbar. Dadurch ergibt sich eine Rundtour, die mit einem Abstecher bis zur Kaindlhütte verlängert werden kann.
- Die gleichen Wege werden von Bergläufern genutzt.
- Zudem besteht die Möglichkeit, vom Weinbergerhaus mit dem Gleitschirm zu starten.

## Wintersport
- Rodelmöglichkeit über Brentenjoch zur Duxeralm. Von dort über Waldkapelle bis Mitterndorf oder über die Skipiste zum Hinterduxer Hof und dann über die Rodelbahn nach Sparchen.
- Vom Weinbergerhaus führt eine unpräparierte, lawinensichere Skipiste hinunter bis zum Parkplatz des Kaiserliftes, auf der auch der Aufstieg mit Tourenski erfolgt.